# Велудис, Иоаннис
Иоаннис Велудис (греч. Ιωάννης Βελούδης, итал. Giovanni Veludo, Венеция 15 декабря 1811 — Венеция 10 мая 1890) — видный греко-венецианский учёный 19-го века, историк греческой общины Венеции и директор венецианской Библиотеки Святого Марка

## Биография
Велудис родился в Венеции, но происходил из семьи эмигрировавшей в Венецию в середине 18-го века, по одним данным с острова Тинос, по другим с острова Кипр. Его отец, Иосиф Велудис, был торговым представителем, мать, Анна Калогеропулу была родом с острова Корфу. Велудис учился в лицее Santa Catterina и в Школе Флангиниса где его учителем был Спиридон Владис. Преждевременная кончина его родителей (мать умерла в 1826 году, отец в 1830) и забота о 5 младших братьях, вынудили его искать любую работу. Велудис работал помощником типографа, хранителем архива, учителем в Школе Флангиниса и учителем итальянского языка в мореходном училище.
Велудис женился первый раз в 1842 году, на Елене Петрович из Боснии. Жена его умерла в 1862 году, а его дети в 1849-1861-1867 годах. Велудис женился во втором браке в 1871 году, на венецианке Аделаиде Mertens, но предыдущие события повлияли на его психику. Его биограф, Bernardi, упоминает как пример ставшей постоянной меланхолии следующий отрывок из его письма: «Мой дух, мучимый от стольких несчастий, не находит другого утешения как только в исследовании невзгод этой жизни, и я учусь терпеливо их выносить».
В 1850 году он был назначен помощником директора в Библиотеке Святого Марка и в 1874 году стал её директором. В течение своей жизни Велудис состоял членом многих европейских филолого-исторических институтов и получил ряд почётных отличий. В довершении к этому, он был председателем греческой общины Венеции (1886—1888)
Велудис собрал большую коллекцию латинских и греческих рукописей, которую он подарил Национальной библиотеке Греции и Библиотеке Святого Марка. Его архив сегодня разделён между греческим институтом Венеции, Библиотекой Святого Марка и библиотекой Querini-Stampalia. Его письма находятся в Центре исследований Средневекового и Нового Эллинизма Афинской академии и в Центральной национальной библиотеке Флоренции.

## Труды
Велудис написал более 180 исследований исторического, филологического и художественного содержания, в то время как его ранние труды, написанные в молодости, такие как итальянский перевод Библиотеки Фотия
и история новогреческой литературы, остались неопубликованными или незавершёнными.
Велудис более всего известен как автор истории греческой общины Венеции. Венецианский историк, Antonio Sagredo, который был одним из инициаторов организации 9-го конгресса итальянских учёных в Венеции, попросил Велудиса в 1846 году написать две статьи, изданные по случаю конгресса. Первая статья касалась академий, библиотек и культурных учреждений Венеции, вторая истории греческой колонии города
Над последним исследованием изданном на итальянском в 1847 году, Велудис работал почти 25 лет. В 1872 году он издал его на греческом и последовало второе, исправленное, издание, с добавлениями, в 1893 году, после его смерти.
Его труды имели большой успех в кругах греческих учёных и по сегодняшний день являются ценным подспорьем для изучения истории греческой колонии, отмечая присутствие греков в Венеции с 15-го по 18-й век. Основная ось его повествования — церковные, общинные и образовательные вопросы. Велудис не преподносит просто постановления, решения и исторические документы, но пытается сочетать представления исторического позитивизма с эстетической теорией 19-го века. В этом он был подвержен влиянию циклов венецианской интеллигенции, которую занимала тема писательской манеры воспроизведения событий. Его работа стала эталоном в исследованиях греческой диаспоры до десятилетия 1960